# Rymdtoalett
En rymdtoalett, eller nollgravitationstoalett, är en toalett för användning i miljöer med mikrogravitation eller i tyngdlöshet. I brist på gravitationskrafter används luftflöden för att samla in flytande och fast avfall (urin respektive avföring). Eftersom den luft som används till detta måste återföras till kabinen filtreras denna från bakterier och odör. Vätskeavfall skickas ut i rymden eller återanvänds efter rening, medan fast toalettavfall komprimeras och tas sedan om hand tillsammans med övrigt avfall.

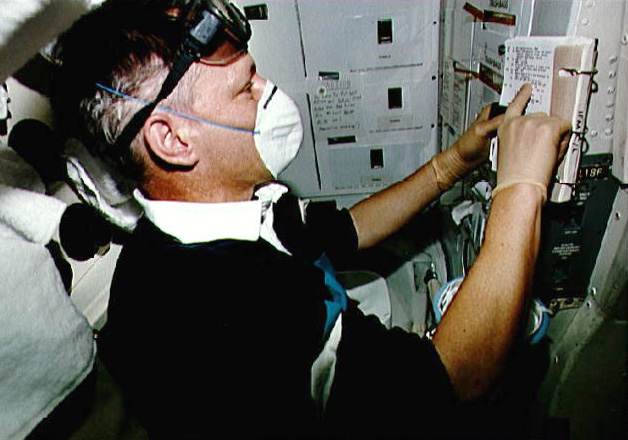
Astronauten Claude Nicollier studerar reparationsmanualen för rymdtoaletten ombord rymdfärjan Atlantis.

## Space Shuttle Waste Collection System
Toaletten ombord USA:s rymdfärjor Space Shuttle kallas Waste Collection System (avfallsinsamlingssystem), eller WCS. Förutom luftflödet för insamling använder WCS roterande fläktar för att distribuera fast avfall till förvaring under resan. Det fasta avfallet transporteras i en cylinder och torkas genom att utsätta avfallet för vakuum. Flytande avfall släpps ut i rymden. Under rymdfärjeuppdraget STS-46 blev besättningsmedlemmen Claude Nicollier tvungen att utföra en reparation på färjans toalett, då en av fläktarna hade gått sönder. 

Principskiss över WCS komponenter

## Andra rymdfarkoster
Ombord på internationella rymdstationen ISS finns en toalett med sugkraftsdriven samlande funktion liknande rymdskyttelns WCS. Flytande avfall samlas i behållare om 20 liter och fast avfall samlas i mikroperforerade påsar i en aluminiumbehållare. De fulla behållarna flyttas sedan till de obemannade rymdfarkosterna Progress som i sin tur brinner upp i återinträdet till jordatmosfären. Rymdstationen Mirs toalett använde ett liknande system.
Rymdfarkosten Sojuz (och tidigare Apollo) kräver att toaletter finns ombord på grund av uppdragens längd, men astronauterna genomgår tarmsköljning och speciell diet innan uppskjutning för att minska behovet att lämna avföring. Toaletten ombord Sojuz har använts på en returfärd från Mir.